# جیدالیک (شهرستان قره‌سو)
جیدالیک (به لاتین: Jiydalik) یک روستا در قرقیزستان است که در استان اوش واقع شده‌است. جیدالیک ۵٬۴۲۲ نفر جمعیت دارد.